# Кайзерслаутенский технический университет

## История
Университет был основан в 1969 году как часть двойного университета Трир-Кайзерслаутерн, чтобы придать маленькому городку новый импульс. С 1970 года с поступлением 191 студента. в ВУЗе началось обучение. Университет располагался в стенах бывшей Высшей школы педагогики, однако уже в 1971 началось строительство университетского кампуса, который разрастается и по сей день.
В 1975 году из-за быстрого развития был расформирован двойной университет и Университет Кайзерслаутерна стал самостоятельным учебным заведением и единственным ВУЗом в федеральной земле Рейнланд-Пфальц в техническо-инженерным направлением. Свое нынешнее название Технический Университет Кайзерслаутерна он получил лишь в 2003 году.
В 1992 году Университет ввел заочное обучение и стал одним из первых ВУЗов в Германии, который ввел подобную систему. В 2017 году он получил награду в категории «Самый популярный ВУЗ с заочным обучением».
Вуз находится в топ-1200 лучших университетов мира, по версии международного рейтинга QS. Вуз входит в число самых лучших в инженерии и технологиях, естественных науках
Некоторые учёные Кайзерслаутенского технического университета:
Вольфганг Небель (нем. Wolfgang Nebel) — немецкий ученый в области информатики.
Клаус Кноппер (нем. Klaus Knopper) — немецкий инженер-электрик; разработчик свободного программного обеспечения, создатель популярного дистрибутива Knoppix.
Фридеманн Маттерн (нем. Friedemann Mattern) — немецкий ученый в области информатики.